# شون

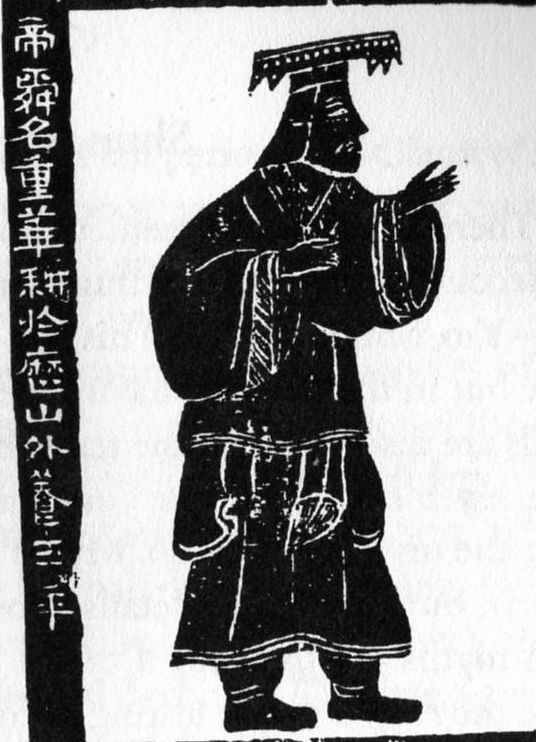
امپراتور شون، نقاشی دیواری برجای مانده از دوران سلسله هان.

شون یا شان (به چینی سنتی: 舜؛ به پین یین : Shùn) از جمله رهبران چین باستان در فاصله قرن‌های ۲۳ تا ۲۲ قبل از میلاد بود که جزو سه شهریار و پنج امپراتور به‌شمار می‌آمد. مدت نیم قرن حاکمیت او، یکی از طولانی‌ترین دورانهای فرمانروائی در تاریخ چین محسوب می‌شود.

## زندگینامهٔ شون
شون در موقع تولد به نام یاو چونگوآ (به چینی: 姚 重 华) نامیده شد، او همچنین با اسامی همچون یویوشی (به چینی:有 虞氏)، شون بزرگ (大舜) و همینطور یو شون (虞舜) نیز شناخته می‌شد. او در حالیکه ۵۳ ساله بود، رهبری چین را از امپراتور یاو دریافت نمود و در سن ۱۰۰ سالگی درگذشت. پس از او نیز، صندلی قدرت به یو، که مؤسس دودمان افسانه‌ای شیا می‌باشد، تعلق گرفت. شون دارای ثروت و سرمایه‌ای فراوان بود که این سرمایه در پوبان (蒲阪) که در حال حاضر شانکسی Shanxi نامیده می‌شود، قرار داشت.
تحت توجهات امپراتور یاو، شون با موفقیت به عنوان وزیر آموزش، ژنرال نظم دهنده به سپاه و همینطور به عنوان فرمانروای چهار قله منصوب گردید، و برای مدت سه سال، تمامی امور فرمانروایی را به شیوه‌ای مناسب اداره نمود. طوری‌که امپراتور یاو به شدت تحت تأثیر اقدامات شون قرار گرفت و او را به عنوان جانشین خود و وارث قانونی تاج و تختش منصوب کرد. البته شون می‌خواست به نفع فرد دیگری که دارای فضایل بیشتری باشد، از سلطنت چشم پوشی کند، اما در نهایت ناچار شد که وظایف یاو را بر عهده بگیرد.
اما شون پس از دستیابی به تاج و تخت، قربانی ارزشمندی نثار خدایان نمود، و همچنین برای  تپه‌ها،  رودخانه‌ها، و انبوهی از ارواح قربانی‌هایی هدیه نمود. سپس او مسافرتهای خویش به شرق، جنوب، غرب، شمال و همینطور سفرهای خود به بخش‌هایی از کشورش را آغاز نمود؛ در حالیکه در هر مکانی، به تقدیم هدایا و قربانیان سوزانیده شده برای آسمان می‌پرداخت و از جمله بر فراز هر یک از چهار قله معروف سرزمین خویش (کوه تای، کوه هوانگ، کوه هوآ و کوه هنگ) مراسم خاص مخصوص هریک از این قلل را به انجام می‌رسانید. بر اثر قربانی‌هایی که شون به تپه‌ها و رودخانه‌ها ارزانی داشت، مجموعه‌های زمانی مطابق با فصل‌ها، ماه‌ها، و روزها را تأسیس نمود و شیوه‌های مرسوم اندازه‌گیری طول و عرض و تعیین ظرفیت و عمق و نظایر آن‌ها را برای مردمان به ارمغان آورد و همچنین به تقویت قوانین تشریفاتی پرداخت.
شون همچنین زمین را به ۱۲ استان یا ایالت تقسیم نمود و معابد و محراب‌ها را بر فراز تپه‌های دوازده گانهٔ هریک بنا نمود، و رودخانه‌های آن‌ها را عمیقتر نمود. شون همچنین با چهار مجرم برخورد نمود: اول اینکه وزیر کار را به جزیره یو تبعید نمود، دوم اینکه خوان - دو را بر فراز کوه چونگ محصور و محدود نمود؛ سوم اینکه سان - میائو را به سان وی انتقال داد، و بالاخره چهارم اینکه گان را تا زمان مرگ او در کوه یو زندانی نمود. متعاقب این اقدامات، یو به عنوان وزیر کار منصوب شد و همچنین فرمانروایی آب‌ها و زمین به او تعلق گرفت. بعدها شون، یو را به مقام ژنرال تنظیم‌کنندهٔ سپاه و مُلک یا همان منصب نخست وزیری منصوب نمود. یو نیز می‌خواست تا به نفع وزیر کشاورزی یا جیه (Xie) یا حتی به نفع گائو - یائو از پذیرش این منصب خودداری کند، اما در نهایت پس از اصرار و پافشاری شون، آن را پذیرفت. شون سپس چوئی را به عنوان وزیر جدید کارها منصوب نمود و همچنین یی را نیز به عنوان جنگل نشینی که بر جانوران و درختان زمین فرمانروائی می‌کند، برگزید. افزون بر این انتصابات بو یی نیز به عنوان کشیشی که در معبد اجدادی به انجام مراسم مذهبی می‌پرداخت، برگزیده شد. همچنین هوی به عنوان مدیر موسیقی و لانگ به عنوان وزیر ارتباطات برای مقابله با گزارش‌های نادرست و فریب‌آمیز انتخاب گردیدند
شان خدمات دولتی خود را در سن ۳۰ سالگی آغاز کرد، به مدت ۳۰ سال در دوران یاو فرمانروایی کرد و ۵۰ سال نیز پس از مرگ یائو حاکم بود و سرانجام پس از ۱۰۰ سال زندگی درگذشت.
در قرن‌های بعد یاو و شون، به خاطر فضیلت‌های بی‌شمارشان، توسط فلاسفه مکتب کنفوسیوس به گونه‌ای پاک و افتخارآمیز توصیف گردیدند. به ویژه شون که به دلیل فروتنی و زهد پارسایانهٔ خویش با عنوان (شیائو 孝) نیز مشهور است. چوانگ تسه(Chuang Tzu) [همان جوانگ تزو، که گاهی چوانگ تی وانگ هم خوانده شده و در قرن سوم قبل از میلاد کتابی تمثیل‌آمیز دربارهٔ اساطیر چین نوشته‌است]، دربارهٔ این دو شخصیت گفته‌است که: «یاو و شون، بهترین تمام مردان بودند.(بخش ۵، از کتاب علامت تقوای کامل).
نام مادر شون، وودنگ (به چینی: 握 登) بود، و زادگاه او یائوکسو (به چینی: 姚 墟) نامیده می‌شد.

## روایات افسانه‌ای

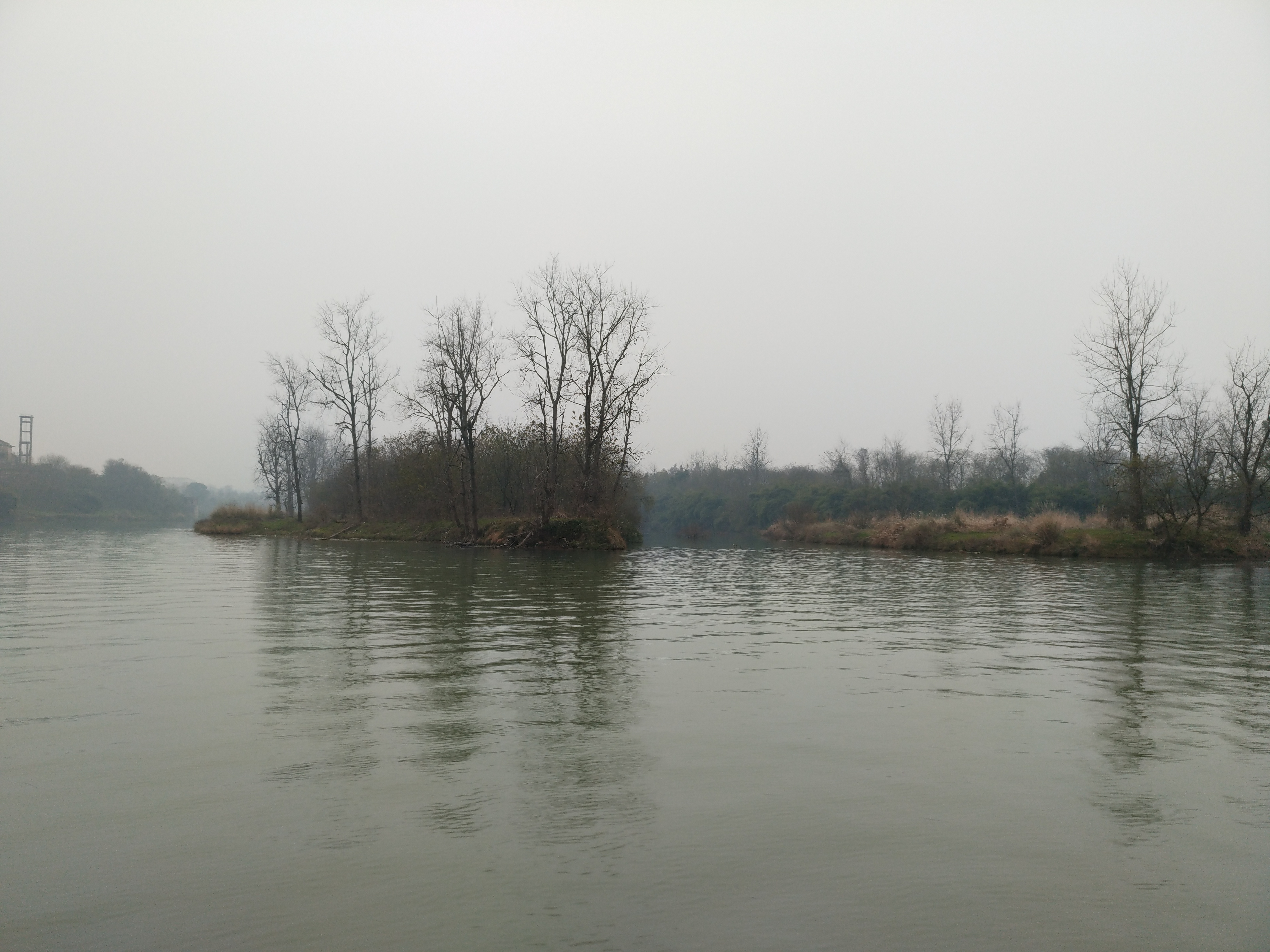
رودخانه شیائو در کشور چین

کوئن یک انسان عادی نبود. او نبیرهٔ هوانگ تی سلطان زرد بود.بعد از این که در زمان حکومت یاو، زمین بر اثر طوفان بزرگ ویران شد، کوئن نه سال کوشید تا بوسیلهٔ ساختن سد، طغیان آبها را مهار کند، ولی موفق نشد. هنگامی که کار سدسازی او به نتیجه نرسید، خاکی را که متعلق به سلطان بود، ربود تا سد بزرگی بوسیلهٔ آن بنا کند، این خاک سحرآمیز دارای این خاصیت بود که بی حدّ و حصر تا هرچقدر که می خواستند، افزایش می یافت، امّا سلطان خشمگین او را به کوه پر تبعید کرد تا به وسیلهٔ چو یونگ خدای اتش رب‌النوع عدالت اسمانی به قتل برسد.همان چویونگ که کونگ کونگ را هم کشته بود .در این اسطوره یک جغد ویک سنگ پشت هم ظاهر می‌شوند که شرح دقیقتر ان را کسی نمی‌داند.بعضی از مفسران عقیده دارند که این دو جانوربرای نابود کردن کوئن به او توصیه کردند که سد بسازند.عده‌ای دیگر معتقدند که این دو همانهایی بودند که به او پیشنهاد کردند که خاک سحر امیز سلطان را بربایندوی حتی ان را برای او اورده‌اند و بالاخره عده‌ای بر این عقیده هستند که این دو جانور جسد کوئن پس از کشته شدن بر تپهٔ پر تکه تکه کردند.
جسد کوئن سه سال تمام بر بالای کوه باقی‌مانده، بی‌آنکه فاسد شود. سرانجام جسد او با یک ضربهٔ شمشیر وو شکافته شد. از شکم کوئن، پسرش یو در هیئت یک اژدهای شاخدار خارج شد.
خود کوئن بزودی به حیوانی تبدیل شد و خود را به قعر درّهٔ کوهستان پر(یا رودخانهٔ زرد) افکند.
این که کوئن در این زمان به چه نوع حیوانی تبدیل شده بود، مطلبی است که در مورد آن نه فقط در تفسیرهای موجود، بلکه در مدارک باقی‌مانده هم اختلافات بسیاری وجود دارد.
بر طبق عقیده‌ای که بیشتر رایج است، کوئن به یک خرس زرد تبدیل شد. امّا از آنجا که یک خرس نمی‌تواند با آب چندان ارتباطی داشته باشد، احتمال این فرض خیلی کم است.
همچنین از یک سنگ پشت زرد که سه پا دارد، یک ماهی سیاه یا یک ماهی زرد و همینطور از یک اژدهای زرد صحبت می‌شود، که در مورد هریک از آن‌ها بحث‌هایی وجود دارد.
محل دقیق کوه پر یا درهٔ پر مشخص نشده‌است. معذالک روشن است که این مکان در انتهای زمین قرار داشته‌است. عموماً جای آن را در مشرق [شرقی‌ترین نقطهٔ زمین] می‌دانند، اما عده‌ای هم احتمال داده‌اند که مکان آن در شمال و نزدیک دروازهٔ غار وحشی باشد.